# 麻古茶坊
麻古茶坊（英語：MACU），公司全名為麻古茶坊股份有限公司。是一個起源於臺灣高雄市的果粒茶創始連鎖手搖飲料品牌。